# Sevrai
Sevrai é uma comuna francesa na região administrativa da Normandia, no departamento Orne. Estende-se por uma área de 8,08 km². Em 2010 a comuna tinha 265 habitantes (densidade: 32,8 hab./km²).